# Joseph Retinger
Dr. Joseph Hieronim Retinger (1888-1960) har beskrivits som en av det 20:e århundradets mest gåtfulla personer.
Han var både jesuit[källa behövs] och frimurare av 33:e graden[källa behövs].
Retinger föddes i Krakow men flyttade vid arton års ålder till Paris där han doktorerade i litteratur vid Sorbonne. Sedan följde psykologistudier i München. Så småningom bosatte han sig i London.
Hans intresse för politik, han var en hängiven polsk patriot, förde honom i kontakt med maktens boningar. Blev nära bekant med premiärminister Asquith, och pendlade med tiden mellan London och Paris, där sammanträffande med utrikesminister Pams.
Hans diplomatiska engagemang ledde till resor till både Kuba och Mexiko och många andra ställen.
Med tiden växte hans intresse för europeisk samverkan. Hans tal den 8 maj 1946 vid Royal Institute for International Affairs rörande hotet från Sovjet sägs vara startpunkten för den Europeiska rörelsen.
Efter flera års arbete inom organisationer såsom European League, det CIA-finansierade ACEU, Europarådet m.fl. så träffade Retinger 1952 prins Bernhard av Nederländerna. Resultatet blev 1954 bildandet av den s.k. Bilderberggruppen, en prominent grupp bestående av ledande politiker och affärsfolk som sedan dess regelbundet träffas för diskussion av aktuella spörsmål inom världspolitiken. Retinger brukar beskrivas som fadern bakom denna grupp.